# 埃滕多夫
埃滕多夫（法語：Ettendorf，法語發音：[ɛtəndɔrf]）是法国下莱茵省的一个市镇，属于萨韦尔讷区。

## 地理
埃滕多夫（48°48'46"N, 7°34'56"E）面积6.34 平方千米，位于法国大東部大區下莱茵省，该省份为法国大陆部分最东部的省份，是阿尔萨斯的一部分，今与上莱茵省组成了阿尔萨斯欧洲集体，其南至上莱茵省，西南接孚日省和默尔特-摩泽尔省，西接摩泽尔省，北与德国接壤。
与埃滕多夫接壤的市镇（或旧市镇、城区）包括：阿尔泰肯多夫、比斯维莱尔、格拉森多夫、利克绍森、瓦勒德莫代尔、林根多夫、沙尔肯多夫。
埃滕多夫的时区为UTC+01:00、UTC+02:00（夏令时）。

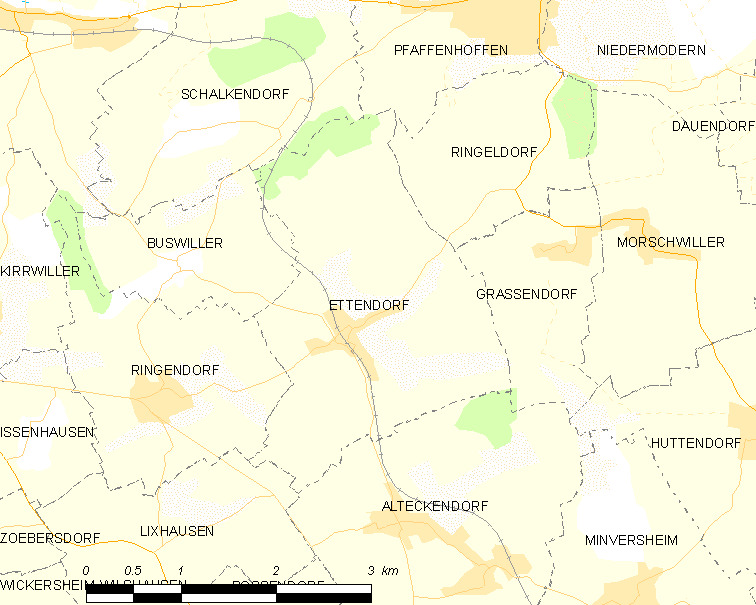
埃滕多夫的OSM定位图

## 行政
埃滕多夫的邮政编码为67350，INSEE市镇编码为67135。

## 政治
埃滕多夫所属的省级选区为布克斯维莱尔县。

## 人口

1962-2008年间埃滕多夫人口变化图示

埃滕多夫于2022年1月1日时的人口数量为742人。